# Логран, Беатрикс
Беатрикс Логран (англ. Beatrix Loughran; 30 июня 1900 года, Нью-Йорк, США — 7 декабря 1975 года, Нью-Йорк, США) — фигуристка из США, серебряный призёр Олимпийских игр 1924 года, бронзовый призёр Олимпийских игр 1928 года, серебряный призёр чемпионата мира 1924 года, бронзовый призёр чемпионата мира 1928 года, трёхкратная  чемпионка США 1925—1927 годов в женском одиночном катании, а также серебряный призёр Олимпийских игр 1932 года, бронзовый призёр чемпионатов мира 1930 и 1932 годов, трёхкратная  чемпионка США 1930—1932 годов в парном катании.
Беатрикс Логран выступала в паре с Шервином Бэджером. Логран — тётя трёхкратной чемпионки США по фигурному катанию Одри Пеппа. В 1997 году была введена в зал славы фигурного катания США.

## Спортивные достижения

### Женское одиночное катание
| Соревнования/Сезоны         | 1922 | 1923 | 1924 | 1925 | 1926 | 1927 | 1928 |
| --------------------------- | ---- | ---- | ---- | ---- | ---- | ---- | ---- |
| Зимние Олимпийские игры     |      |      | 2    |      |      |      | 3    |
| Чемпионаты мира             |      |      | 3    |      |      |      |      |
| Чемпионаты Северной Америки |      | 2    |      | 1    |      | 1    |      |
| Чемпионаты США              | 2    | 2    |      | 1    | 1    | 1    |      |

### Парное катание
(с Шервином Бэджером)
| Соревнования/Сезоны         | 1928 | 1929 | 1930 | 1931 | 1932 |
| --------------------------- | ---- | ---- | ---- | ---- | ---- |
| Зимние Олимпийские игры     | 4    |      |      |      | 2    |
| Чемпионаты мира             | 5    |      | 3    |      | 3    |
| Чемпионаты Северной Америки |      |      |      | 3    |      |
| Чемпионаты США              |      |      | 1    | 1    | 1    |